# Henryk VI von Rottenburg
Henryk VI von Rottenburg (ur. między 1350 a 1400, zm. 1410 lub 1411) – tyrolski feudał, wielki właściciel ziemski, przeciwnik Fryderyka IV Habsburga.
Pochodził ze szlacheckiej rodziny von Rottenburg. Piastował wiele urzędów i godności u boku tyrolskich Habsburgów. Był panem Etsch i burgrabią zamku Tyrol. Po śmierci ojca Henryka V von Rottenburg (ok. 1400), stanął na czele rodu. W 1404 ufundował szpital w Kaltern. Ożenił się z Agnieszką von Werdenberg. Nie posiadał męskiego potomka.
Był wasalem i przeciwnikiem Fryderyka IV Habsburga, który od 1402 rządził Tyrolem. Henryk IV przyłączył się do ruchu rycerskiego (tzw. wolnych rycerzy Rzeszy) i w 1407 zakładał związek rycerstwa, tzw. "Falkenbund". W tym samym roku popadł w konflikt z Niklausem Vintlerem z Runkelstein. Zdobył zamek Rendelstein, który na żądanie Fryderyka IV musiał z powrotem oddać Niklausowi Vintlerowi. W 1410 wystąpił zbrojnie przeciwko swojemu suwerenowi, ale poniósł klęskę, został uwięziony i stracił swoje posiadłości. Rok później został zwolniony z więzienia i wkrótce zmarł (prawdopodobnie otruty).